# Cryptocellus lampeli
Espèce
Cryptocellus lampeli est une espèce de ricinules de la famille des Ricinoididae.

## Distribution
Cette espèce est endémique du Guyana. Elle se rencontre vers Amatuk.

## Publication originale
- Cooke, 1967 : Observations on the biology of. Ricinulei (Arachnida) with description of two new species of Cryptocellus. Journal of Zoology, vol. 151, p. 31-42.